# Гала (съпруга на Юлий Констанций)
Вижте пояснителната страница за други личности с името Гала.
Гала (на латински: Galla; fl. през 325 г.) е римска благородничка от Константиновата династия.

## Биография
Дъщеря е на Максим (praefectus urbi). Сестра е на Вулкаций Руфин (консул 347 г.) и преторианския префект Нераций Цереал (консул 358 г.).
Омъжва се за Юлий Констанций, син на западноримския император Констанций Хлор и втората му съпруга Флавия Максимиана Теодора. Той е по-млад полубрат на римския император Константин I. Той става консул през 335 г. Убит е през септември 337 г. Двамата имат три деца:
- Констанций Гал (* 325/326 - 354), Цезар от 351 до смъкването му 354 г.;
- син, убит в чистките през 337 г. заедно с баща си;
- дъщеря, първа съпруга на Констанций II.

Вероятно има още една дъщеря (* 324/331 г.), която се омъжва за Юст и е майка на Юстина, втората съпруга на римския император Валентиниан I (364 – 375) и майка на Валентиниан II (375 – 392) и Гала (съпруга на Теодосий I).
Гала умира преди съпруга си и той се жени през 330 г. за Базилина, с която има син, римският император Юлиан Апостат.